# IV. Olaf norvég király
IV. Olaf Haakonsson (Oslo, 1370. december – 1387. augusztus 3.) Dánia (1376–1387) és Norvégia (1380–1387) királya, előbbi II. Olaf néven. Svédországban ellenkirályként lépett föl Albert svéd király ellen (1385–1387) IV. Olaf néven. Ő volt az utolsó középkori norvég király, aki norvég földön, Oslóban született, és egészen a XX. századig, V. Harald 1937-es születéséig, aki szintén Oslóban jött a világra, nem volt erre példa.

## Élete
VI. Haakon norvég király és dániai Margit (a későbbi I. Margit dán királynő), IV. Valdemár dán király leányának a fia volt.
Valdemár halála (1375) után Olafot ültették Dánia trónjára (1376), majd édesapja utódaként a norvég korona is reá szállt. (A két ország 1814-ig perszonálunióban maradt.) Norvégiát államtanács irányította de a hatalom elsősorban Olaf édesanyjának a kezében összpontosult, aki Norvégia, Dánia és Svédország egyesítésére törekedett. Olaf 1385-ben érte el az uralkodáshoz szükséges kort (ekkor formálisan svéd királlyá választották), de haláláig édesanyja gyámsága alatt állott.
Korai halála után édesanyja, Margit régens-királynőként uralkodott Dánia–Norvégiában. 1396-ban Svédországra is kiterjesztette hatalmát, a kalmari unióbansikerrel egyesítette a három skandináv királyságot perszonálunióként, egyetlen korona alatt.

## Olav, a trónkövetelő szélhámos
1402-ben dán kereskedők egy csoportja azt állította, hogy a poroszországi Graudenzben (ma Grudziądz, Lengyelország) megtalálták az „igazi” Olavot, aki anyja intrikái miatt szorult ki a hatalomból, és szegény, szánalomra méltó emberként élt. Margit parancsára a szélhámost elfogták, Svédországba hozták, felségárulásért halálra ítélték és máglyán megégették.

## Megjelenése játékfilmben
- 2021-ben mutatták be Az észak királynője című, nagyszabású dán mozifilmet, Charlotte Sieling rendezésében, nemzetközi szereplőgárdával. A címszereplő Margit királynőt Trine Dyrholm, Pomerániai Erik királyt Morten Hee Andersen, a Graudenzből érkezett, magát Olaf királynak valló trónkövetelőt Jakob Oftebro alakítja. A filmbéli fikció szerint Ál-Olaf(wd) bizonyítani tudja igazságát, de tragikus politikai válságot okoz.[10]